# Качаничка клисура
Качаничка клисура се налази на крајњем југу Србије (Косово и Метохија) и кроз њу протиче река Лепенац. Простире се у дужини од 24 km од самог Качаника до пограничног места Ђенерал Јанковић, између Шар планине и Скопске Црне Горе. Њене стрме падине су прекривене шумом и састављене су од кречњака и шкриљаца. Сама клисура представља некадашњу језероузину односно везу језера која су некада постојала у Косовском басену. Данас кроз клисуру пролазе аутопут и пруга који, преко Косова и Рашке, повезују Западноморавску (Краљево) долину са Вардарском (Скопље), као и алтернативну везу Јужноморавске долине (Ниш) са Вардарском.
Током Великог Бечког рата 1690. године, Османске снаге су у клисури потукле војску Аустријског царства, што је остало забележено у народној поезији. Овај пораз Аустријског царства је био један од покретача Велике сеобе Срба.